# Riencourt-lès-Cagnicourt
Riencourt-lès-Cagnicourt – miejscowość i gmina we Francji, w regionie Hauts-de-France, w departamencie Pas-de-Calais.
Według danych na rok 1990 gminę zamieszkiwało 255 osób, a gęstość zaludnienia wynosiła 54 osób/km² (wśród 1549 gmin regionu Nord-Pas-de-Calais Riencourt-lès-Cagnicourt plasuje się na 965. miejscu pod względem liczby ludności, natomiast pod względem powierzchni na miejscu 704.).